# بيتر تشوتل
بيتر تشوتل (بالألمانية: Peter Schöttel)‏ (مواليد 26 مارس 1967) هو لاعب كرة قدم. يلعب مع منتخب النمسا لكرة القدم. سبق له أن لعب في كأس العالم لكرة القدم مع منتخب بلاده.

## مسيرته الكروية
لعب بيتر تشوتل خلال مسيرته الاحترافية مع نادِ واحدٍ في ستة عشر موسمًا وسجل خلالها 4 أهداف ضمن 437 مباراة. حيث فاز في موسمين بالكأس وفي ثلاثة مواسم بالدوري.
خاض بيتر تشوتل مسيرته مع نادي رابيد فيينا في موسم 1986–87 ليلعب معه ستة عشر موسمًا، مشاركًا في 437 مباراة سجل خلالها 4 أهداف.

## روابط خارجية
- بيتر تشوتل على موقع الاتحاد الدولي (مؤرشف)  (الإنجليزية)
- بيتر تشوتل على موقع قاعدة بيانات كرة القدم.إي يو (الإنجليزية)
- بيتر تشوتل على موقع ليكيب (الفرنسية)
- بيتر تشوتل على موقع ناشيونال فوتبول تيمز (الإنجليزية)
- بيتر تشوتل على موقع عالم كرة القدم.نت (الإنجليزية)